# Taça de Portugal de 2010–11
A Taça de Portugal de 2010–11 foi a 71ª edição da Taça de Portugal. O FC Porto venceu esta edição derrotando o Vitória de Guimarães na final por 6 a 2.

## 1ª Eliminatória
| Visitado             | Resultado     | Visitante              |
| -------------------- | ------------- | ---------------------- |
| Vitória do Pico      | 2–3           | Bragança               |
| Portosantense        | 2–1           | Casa Pia               |
| Avanca               | 0–5           | Messinense             |
| Vianense             | 2–0           | Prainha                |
| Bom Sucesso Funchal  | 1–2           | Santacruzense          |
| Bombarralense        | 2–1           | Sp. Ideal              |
| Est. Calheta         | 1–2           | Lagoa                  |
| Madalena             | 3–0           | Pescadores             |
| Sertanense           | 2–0           | Machico                |
| Juventude de Évora   | 3–0           | Valenciano             |
| At. Reguengos        | 0–1           | Tourizense             |
| Gondomar             | 1–1 (4–3 pen) | Caniçal                |
| Caldas               | 2–1           | Oliv. Bairro           |
| Vizela               | 0–0 (4–5 pen) | Ribeirão               |
| Crato                | 0–1           | Académico de Viseu     |
| Operário             | 3–2           | Sp. Pombal             |
| Santiago             | 0–2           | São João Ver           |
| Oriental             | 4–0           | Odemirense             |
| Vigor Mocidade       | 0–0 (3–4 pen) | Ribeira Brava          |
| Sacavenense          | 2–0           | Alba                   |
| Merelinense          | 4–2           | Rebordosa              |
| Xavelhas             | 0–6           | Vieira                 |
| Estrela Vendas Novas | 4–2           | Angrense               |
| Sp. Espinho          | 1–0 ap        | Sesimbra               |
| Pinhalnovense        | 5–0           | Micaelense             |
| Lusitânia Lourosa    | 0–2           | Vila Meã               |
| Tocha                | 0–1           | Torreense              |
| Macedo de Cavaleiros | 3–1           | Benfica Castelo Branco |
| Oeiras               | 1–0 ap        | Real                   |
| Sourense             | 1–0           | Câmara de Lobos        |
| União Montemor       | 2–1           | Leça                   |
| Carregado            | 3–1           | Elétrico               |
| Louletano            | 5–0           | Andorinha              |
| Santa Maria          | 2–0           | Caçadores das Taipas   |
| Aguiar da Beira      | 0–2           | Melgacense             |
| Anadia               | 2–0           | AD Oliveirense         |
| Oliv. Douro          | 1–2           | Sampedrense            |
| Cova da Piedadde     | 3–0 ap        | Esmoriz                |
| União da Madeira     | 6–0           | Nogueirense            |
| Serzedelo            | 0–0 (6–5 pen) | Famalicão              |
| At. Tojal            | 0–8           | Mafra                  |
| Chaves               | 2–2 (3–4 pen) | Amares                 |
| Lusitânia            | 1–2           | Padroense              |
| Joane                | 1–3 ap        | Bustelo                |
| Lousada              | 1–0           | Peniche                |
| União da Serra       | 3–0           | Juventude de Gaula     |
| Cesarense            | 1–0 ap        | Riachense              |
| Odivelas             | 1–0           | Pampilhosa             |
| Capelense            | 0–1           | Oliv. Frades           |
| Cruzado Canicense    | 2–2 (3–5 pen) | Atlético               |
| Gândara              | 0–3           | Fiães                  |
| Vilanovense          | 0–2           | Cinfães                |
| Candal               | 3–1           | Águias do Moradal      |
| GD Beira-Mar         | 1–8           | Fafe                   |
| Marinhense           | 0–1           | Esp. Lagos             |
| 1º de Dezembro       | 1–0           | Fabril Barreiro        |
| Aljustrelense        | 1–1 (2–3 pen) | Boavista São Mateus    |
| Sintrense            | 0–1           | Alpendorada            |
| Farense              | 3–0           | Santana                |

## 2ª Eliminatória
| Visitado            | Resultado     | Visitante            |
| ------------------- | ------------- | -------------------- |
| Messinense          | 1–2           | Cesarense            |
| Bragança            | 1–2           | Estrela Vendas Novas |
| Torreense           | 2–0           | Madalena             |
| Gil Vicente         | 2–0           | Caldas               |
| Leixões             | 4–2           | Vila Meã             |
| Tirsense            | 2–0           | Praiense             |
| Sertanense          | 2–2 (4–2 pen) | Serzedelo            |
| Ribeirão            | 1–0           | Amarante             |
| Tourizense          | 1–0           | Freamunde            |
| Vianense            | 0–2           | Limianos             |
| Anadia              | 3–2           | Esp. lagos           |
| Mirandela           | 2–1           | Moura                |
| Mafra               | 2–2 (8–7 pen) | Alpendorada          |
| Alcochetense        | 1–4 ap        | Penalva Castelo      |
| 1º de Dezembro      | 3–1 ap        | Camacha              |
| Cova da Piedade     | 1–2           | Gondomar             |
| Mondinense          | 2–0           | Bustelo              |
| Desp. Aves          | 1–2           | Louletano            |
| Boavista São Mateus | 0–0 (1–3 pen) | Pontassolense        |
| Estoril             | 2–0           | Sp. Covilhã          |
| Fiães               | 0–2           | Varzim               |
| Moreirense          | 3–0           | Paredes              |
| Pinhalnovense       | 2–0           | Maria da Fonte       |
| Aliados Lordelo     | 1–0           | Oeiras               |
| Juventude de Évora  | 1–0           | Académico de Viseu   |
| União da Serra      | 1–1 (4–5 pen) | Farense              |
| Sampedrense         | 1–1 (5–4 pen) | Vieira               |
| Feirense            | 3–1           | Sacavenense          |
| São João Ver        | 1–0           | Candal               |
| Santa Maria         | 2–2 (4–2 pen) | Sousense             |
| Lagoa               | 1–0           | Tondela              |
| União Montemor      | 1–2 ap        | Sp. Espinho          |
| Amares              | 0–1           | Macedo de Cavaleiros |
| Fafe                | 2–0           | Melgacense           |
| Odivelas            | 0–1           | Cinfães              |
| Belenenses          | 1–0 ap        | Lousada              |
| Padroense           | 2–1 ap        | Sousense             |
| Esposende           | 1–2           | Arouca               |
| Coimbrões           | 3–2           | Oliveirense          |
| Fátima              | 2–1           | Oriental             |
| Ribeira Brava       | 1–2           | Atlético             |
| Merelinense         | 3–1           | Monsanto             |
| Portosantense       | 0–1           | Carregado            |
| Operário            | 1–0           | Penafiel             |
| Santacruzense       | 0–2           | Bombarralense        |
| 1º Maio Funchal     | 2–2 (4–5 pen) | At. Malveira         |
| União da Madeira    | 2–1 ap        | Trofense             |
| Santa Clara         | 4–0           | Oliv. Frades         |

## 3ª Eliminatória
| Visitado           | Resultado     | Visitante            |
| ------------------ | ------------- | -------------------- |
| 1º de Dezembro     | 1–2           | Braga                |
| União de Leiria    | 1–2 ap        | União da Madeira     |
| Gil Vicente        | 1–1 (2–4 pen) | V. Setúbal           |
| Estoril            | 1–2           | Sporting             |
| Rio Ave            | 4–1           | Estrela Vendas Novas |
| FC Porto           | 4–1           | Limianos             |
| Benfica            | 5–1           | Arouca               |
| Naval              | 0–2           | Marítimo             |
| Paços de Ferreira  | 3–1           | São João Ver         |
| Portimonense       | 2–0           | Cinfães              |
| Cesarense          | 1–2 ap        | Académica            |
| Mirandela          | 1–1 (2–4 pen) | Beira-Mar            |
| Pinhalnovense      | 3–0           | Fafe                 |
| Ribeirão           | 2–0           | Belenenses           |
| Merelinense        | 2–1           | Farense              |
| Carregado          | 0–0 (3–2 pen) | Fátima               |
| Lagoa              | 0–0 (4–5 pen) | Torreense            |
| Bombarralense      | 2–1           | Louletano            |
| Tirsense           | 5–1           | Sampedrense          |
| Sp. Espinho        | 4–1           | Pontassolense        |
| Sertanense         | 0–0 (1–4 pen) | Olhanense            |
| Anadia             | 1–2           | Feirense             |
| Mondinense         | 2–1 ap        | Coimbrões            |
| Juventude de Évora | 1–0           | Santa Clara          |
| Operário           | 0–2           | Moreirense           |
| Santa Maria        | 1–0 ap        | Penalva Castelo      |
| Atlético           | 3–1           | Macedo de Cavaleiros |
| Tourizense         | 2–1 ap        | Aliados Lordelo      |
| V. Guimarães       | 4–0           | At. Malveira         |
| Nacional           | 4–2           | Padroense            |
| Leixões            | 3–2           | Mafra                |
| Varzim             | 0–0 (4–2 pen) | Gondomar             |

## 4ª Eliminatória
| Visitado           | Resultado     | Visitante         |
| ------------------ | ------------- | ----------------- |
| Sp. Espinho        | 1–2           | Leixões           |
| Merelinense        | 2–0           | Carregado         |
| Atlético           | 2–2 (6–5 pen) | Tourizense        |
| Pinhalnovense      | 2–0           | Tirsense          |
| Mondinense         | 1–2 ap        | Torreense         |
| Olhanense          | 1–0           | Nacional          |
| Beira-Mar          | 1–2           | Académica         |
| Portimonense       | 1–2           | V. Guimarães      |
| Juventude de Évora | 3–0           | Santa Maria       |
| Bombarralense      | 0–3*          | União da Madeira  |
| Rio Ave            | 3–0           | Feirense          |
| Marítimo           | 1–2           | V. Setúbal        |
| Moreirense         | 0–1           | FC Porto          |
| Sporting           | 1–0           | Paços de Ferreira |
| Benfica            | 2–0           | Braga             |
| Varzim             | 4–3 ap        | Ribeirão          |

## Oitavos-de-final
| Visitado     | Resultado     | Visitante          |
| ------------ | ------------- | ------------------ |
| FC Porto     | 4–0           | Juventude de Évora |
| V. Setúbal   | 2–1           | Sporting           |
| Leixões      | 1–1 (4–5 pen) | Pinhalnovense      |
| Rio Ave      | 4–1           | Atlético           |
| V. Guimarães | 2–0           | Torreense          |
| Académica    | 3–1           | União da Madeira   |
| Benfica      | 5–0           | Olhanense          |
| Varzim       | 1–2           | Merelinense        |

## Quartos-de-final
| Visitado    | Resultado | Visitante     |
| ----------- | --------- | ------------- |
| FC Porto    | 2–0       | Pinhalnovense |
| Rio Ave     | 0–2       | Benfica       |
| Merelinense | 0–2       | V. Guimarães  |
| Académica   | 3–2       | V. Setúbal    |

## Meias-finais[2]
| Visitado     | 1ª mão | 2ª mão | Visitante |
| ------------ | ------ | ------ | --------- |
| FC Porto     | 0–2    | 3–1    | Benfica   |
| V. Guimarães | 1–0    | 0–0    | Académica |

## Final
| 22 de maio de 2011 | V. Guimarães                                | 2 – 6 | FC Porto                                                           | Estádio Nacional do Jamor |
|                    | Edgar Silva 23' · Álvaro Pereira 20' (a.g.) |       | James Rodríguez 3' 45+2' 73' · Varela 21' · Rolando 35' · Hulk 42' | Árbitro: Santos Palma     |

## Campeão
| Taça de Portugal 2010-11 |
| ------------------------ |
| Porto 16º Título         |